# Isabella mirabilis
Isabella mirabilis är en svampdjursart som beskrevs av Schlacher-Hoenlinger, Pisera och Hooper 2005. Isabella mirabilis ingår i släktet Isabella och familjen Corallistidae.
Artens utbredningsområde är havet kring Nya Kaledonien. Inga underarter finns listade i Catalogue of Life.